# フェルナンド・カルンチョ
フェルナンド・カルンチョ（Fernando Caruncho, 1958年 - ）は、現代的庭園デザインで知られるスペイン人ミニマリスト造園家。アンダルシア・ムーア人のイスラーム庭園スタイルに焦点を当てた作風をもつ。

## 作品
- カルンチョガーデン（1989年、マドリード）
- マスドレボルテス（1997年、カステルデAmpurdan、カタルーニャ州）
- マスフローリス（1986年、Masos·デ·パル、マドリード）
- マロキン（1987年、Ollauri、ラ·リオハ）
- パゾ・Pegullal（2000年、サルセーダ·デ·カセーラス、ビーゴ）
- サガロ（1989年、コスタブラバ、カタルーニャ州）

## 参考
| スタブアイコン | サブスタブ | この項目は、まだ閲覧者の調べものの参照としては役立たない、人物に関連した書きかけの項目です。この項目を加筆・訂正などしてくださる協力者を求めています（P:人物伝/PJ:人物伝）。 |